# Талія Сервантес Ландейро
Талія Сервантес Ландейро (англ. Thalia Cervantes Landeiro) — кубинська (до 2014 року), американська шахістка, жінка-гросмейстер (2021).

## Біографія
Талія Сервантес Ландейро народилася 28 листопада 2002 року у Гавані (Куба).
Шахами зацікавилася у семирічному віці у початковій школі. Потому навчалася у Вищому латиноамериканському інституті шахів під керівництвом тренера Вальтера Аренсібії.
Представляла Кубу на міжнародних змаганнях, серед яких:
- Чемпіонат країн Центральної Америки та Карибського басейну (Коста-Рика, 2013) — 1-ше місце у віковій категорії до 12 років[4];
- 8-й Панамериканський шкільний чемпіонат серед дівчат (Сальвадор, 2014) — 1-ше місце у віковій категорії до 13 років[5];
- 25-й Панамериканський молодіжний шаховий чемпіонат серед дівчат (Мексика, 2014) — перше місце у віковій категорії до 12 років[6].

У 2014 році після чемпіонату у Мексиці, разом із родиною переїхала до США.
Наразі Талія Сервантес навчається в університеті Сент-Луїса за спеціальністю «Спортивний бізнес», є гравцем університетської шахової команди.
Під егідою федерації шахів США, зокрема, брала участь у:
- 28-му Панамериканському молодіжному чемпіонаті з шахів серед жінок (Коста-Рика, 2017), де посіла друге місце у віковій категорії до 18-ти років[9];
- Панамериканському чемпіонаті з шахів серед жінок (Еквадор, 2018), в якому також була другою у віковій категорії до 20-ти років[10];
- 25-му Континентальному чемпіонаті Америки серед жінок (Домініканська Республіка, 2024) — друге місце[11].